# 후지모토 모토코
후지모토 모토코(일본어: 藤本 索子, ふじもと もとこ, 1980년 12월 25일~)는 일본의 소프트볼 선수로 포지션은 내야수이다. 일본 국가대표 선수로 활약하여 2008년 하계 올림픽에서 금메달을 획득했다.

## 선수 경력
후쿠오카현 다자이후시 출신으로 후쿠오카 현립 미사와 고등학교와 일본체육대학을 졸업했다. 대학 졸업 후 2003년에 실업 소프트볼 팀인 레오팔레스 21에 임단하였고, 2003년과 2004년 실업단 베스트 나인상을 수상했다. 
일본 여자 국가대표팀의 일원으로 활약했으며, 2004년 12월에 필리핀 마닐라에서 열린 아시아 선수권 대회를 통해 국제 대회에 처음으로 참가했다. 이듬해인 2005년에는 월드컵 오브 소프트볼과 재팬컵에 참가하여 우승했고, 2007년에는 캐나다컵에 참가하여 우승을 차지했다. 2008년 8월에는 중국 베이징에서 열린 2008년 하계 올림픽에 참가하여 금메달을 획득했다.

## 지도자 경력
은퇴 후 일본 여자 청소년 국가대표팀 코치로 활동하기 시작했으며, 2015년 세계 주니어 선수권 대회, 2018년 아시아 주니어 선수권 대회 코치를 맡았다. 2019년에 다시 일본 여자 청소년 대표팀 코치가 되어 2019년 세계 주니어 선수권 대회, 2019년 아시아 주니어 선수권 대회에 코치로 참가했다.
현재는 일본 올림픽 위원회와 후쿠오카현 체육회의 심의위원으로 활동하고 있다.